# 吉川照美
吉川 照美（よしかわ てるみ、1960年（昭和35年）12月25日 - 
）は、日本のテディベア・アーティストである。
1988年より、オリジナルテディベアの制作を始める。国内外で評価され、パリ装飾美術館にも作品が展示される等、話題性のある作品が多く、スポーツ選手や有名タレントを始め、皇后雅子、敬宮愛子内親王の手元にも届けられた。

## 略歴
新潟県出身。上越高等学校出身。1982年上京し、ラフォーレ原宿で勤務。ラフォーレでスカウトされ、サンエー・インターナショナルに入社。中野裕通がデザイナーで人気のブランドであったVIVA YOUの1番店の店長を務めた。
1985年 新潟に戻り、母が経営するパブで働く。
1988年 代官山の雑貨店にてアンティークベアと出会い、制作を始める。新潟県・上越市に自身の雑貨店「ROSE BEAR」を開店する。
1989年 テディベア作家として活動を開始。アーティスト活動に専念するため、「ROSE BEAR」を閉店。
1992年 皇太子（当時）と雅子の成婚祝いとして小和田邸で『雅子様ベア』を贈呈。
1993年 パリ装飾美術館に作品展示。1995年 テディベア作家として拠点を東京に移す。
2001年 愛子の誕生祝いとして小和田恆に『ロイヤルBABYベア』を贈呈。
2019年 新潟県上越市に雑貨店「ROSE BEAR」オープン。
2024年 新潟県上越市に第2号店「RB」オープン>。

## 人物
- 趣味はディスコで踊ること[19]

。
- 愛犬はトイプードルの雄、名前は「トイ君」。「トイ店長」としてたびたび本人のインスタグラムに紹介されたり、ROSEBEAR ®︎のオリジナルカレンダーにも登場。LINEスタンプも作成された。2024年04月15日トイ君逝去[21][22]。

### 作風・モットー
- 大きな目と、口まわりのふっくらとしたカット、お腹に入れたペレットにより、抱いた時にずっしりとした重量感・首のすわっていない赤ちゃんの様なぐらぐら感で表情豊かに仕上げている。
- 日本の文化・国技・伝統・流行を取り入れた作品や、実在する人物をテディベアで表現する。
- 体長6センチメートルのミニチュアから、体長2メートルのBigベアまで幅広[23]。
- ベアの表情に注意し、特に顔作りに時間をかける。全て自分の手で仕上げる[24]。

## ブランド
ブランド名は「ROSE BEAR」。オリジナル商品であるバラのアクセサリーとテディベア、この2つが名前の由来である。

## 作品・活動

### メディア出演
- TX「TVチャンピオン」1995年2月 第1回全国ぬいぐるみ職人選手権 <準チャンピオン>出演
- ANB「所さんのこれアリなんじゃないの」1997年9月放送
- TX「たけしの誰でもピカソ」1998年10月30日放送　出演
- TBS ドラマ「税務調査官・窓際太郎の事件簿4」2000年2月28日放送　作品出演
- BS-iドラマ 「A said B」2001年7月1日～12月30日放送　作中のパンダをデザイン・制作
- CX『とんねるずのみなさんのおかげです』" SOUL TUNNELS（ソウル・トンネルズ）"のコーナーに本人出演。ソウルとんねるず東北大会にて、特別賞受賞（とんねるずのみなさんのおかげですのコーナー一覧）。
- AKB48『ハロウィン・ナイト』公式MVにダンサーとして出演[25]。
- TBS「マツコの知らない世界」 2016年5月10日放送　マツコベアを贈呈。
- MBS・TBS「プレバト!!」 2020年2月20日放送　浜ちゃんベアを贈呈。
- NTV「ヒルナンデス!」 2021年2月24日放送　「ある世界で大成功！一体何者！？」のコーナーに本人出演。ナンチャンベアを贈呈。
- 音声SNSアプリケーションstand.fm『RBチャンネル』」[26]（2022年3月～）
- FMみょうこう「ヤッちゃんテルちゃんのGOGO金」（2022年3月終了）

### 企業とのコラボレーション
以下すべて、吉川照美オフィシャルサイトより
- 1996年 オハヨー乳業キャンペーン「おはようテディ」ぬいぐるみデザイン制作
- 1996年10月 サンリオピューロランド「キティちゃんとテディベア展」 デザイン制作
- 1997年4月 - 2000年4月まで トスカ西新井 イメージキャラクターベアデザイン制作
- 1997年4月 - 1999年6月まで 吉德「WEast」企画・制作・販売
- 1998年11月 横浜そごう X’mas限定「YOKOHAMA BEAR」 販売
- 2001年6月 太陽生命（T&D）イメージキャラクターベアデザイン制作
- 2002年4月 ゲームボーイアドバンス用ゲームソフト『大好きテディ』（エム・ティー・オー） 監修・キャラクターベアデザイン・制作・付属ベアデザイン
- 2002年6月 ラッキー商会『ベア・ジュエリー』 モデルベア提供・付属ベアデザイン
- 2002年7月 RED MOON フィーチャリングROSE BEAR
- 2002年 テディベア生誕100周年記念ペッカリーベア（世界限定100体）デザイン・制作。しんのすけシルバーペンダント
- 2002年10月 フォーサイド・COM 携帯待受画面
- 2002年11月 カルピス味の素ダノン ダノンヨーグルトキャンペーン「ダノンベア」デザイン・制作
- 2002何11月 東京ドーム・後楽園ゆうえんち「テディベアクリスマス」広告作品採用
- 2003年12月 イオングループ・Jusco発売。Teddy Bear デザイン・プロデュース
- 2004年 1月 Doshisya TeddyBear プロデュース
- 2005年11月 カルピス味の素ダノン株式会社 ダノンヨーグルトキャンペーン「ダノンベア」第2弾デザイン・制作
- 2006年2月 カルピス味の素ダノン株式会社 ディズニーキャンペーン「オールダノンフェア」デザイン・制作 ディズニーとのコラボレーション
- 2006年3月 ジャパンテディベアフェスティバル イベントポスター採用
- 2006年5月 ディズニーキャラクター「テディベア＆ドールコンベンション2006」マリーを限定制作販売。ディズニーとのコラボレーション
- 2006年10月 Canon webサイト「クリエイティブパーク」 テディベアヒストリー寄稿
- セントヴィンセントにて、2002年”テディベア生誕100周年記念”の切手に作品が採用
- 新潟県糸魚川市・ヴィラオレッタロハス店イメージキャラクターのBIG BEARのデザイン・制作（体長：大国主命ベア2.2メートル・奴奈川姫ベア2メートル）
- 2007年11月 源氏物語誕生1000周年記念 ディノス限定ベア・源氏物語シリーズ第1弾『紫式部』発売。
- 2008年2月「ディズニーキャラクター＆ドールコンベンション」
- 「Stitch＆Scramp」を限定10体制作販売。ディズニーとのコラボレーション
- 「WBFティンクルベアシリーズ」東京ギフトショー会場でデビュー。
- 2008年6月 ディノス限定ベア・源氏物語シリーズ第2弾『紫の上』発売。
- 2008年11月 ディノス限定ベア・源氏物語シリーズ第3弾『光源氏』発売。
- 2009年 直江兼続ベアをデザイン・制作し、某通販雑誌で限定販売。
- 2009年6月 日本酒”彩衣”ラベルに採用（妙高酒造株式会社）。
- 2009年11月 酉の市で “熊テディベアで熊手”発売（面亀）。
- 2010年 ディズニーコラボ「スティッチ3Dカード」2種類発売。
- 2016年 - 新宿伊勢丹メンズ館8階「サロン・ド・シマジ」でオリジナルベアの販売開始。
- 新潟伊勢丹 - 新種米「新之助」とのコラボで新之助ベア10体限定をデザイン制作販売。
- ミューゼオ・スクエア 「テディベアの世界」監修。
- 2020年12月 JOYMARK DESIGN ボートハウス押上店にて、犬のキャラクター湘南デュークをコラボ制作販売。

### 受賞歴
以下すべて、吉川照美オフィシャルサイトより
- 2007年 ドイツ ゴールデンジョージ ・アメリカ ゴールデンテディアワード。
- 2009年5月 ドイツ ゴールデンジョージ Nominee and Winner。 アメリカ ゴールデンテディアワード 2作品がノミネート。
- 2010年 ドイツ ゴールデンジョージ 2作品がノミネート。 アメリカ 2010 Golden Teddy Nominee and Winner。
- 2011年 ドイツ ゴールデンジョージ 2作品がNominee and Winner。
- 2012年 ドイツ ゴールデンジョージ で作品がNominee 。

### 書籍

#### 著作
- しんのすけ物語―テディベア・ファミリー, 扶桑社, (2001/12/1), ISBN 978-4797327847
- 「ひとつになりたいよ」内藤みかとの共著, ソフトバンククリエイティブ, (2004/8/1), ISBN 4797327847

#### 掲載
- テディベアを抱きしめたい, 集英社, (1995年5月1日), ISBN 4083091029
- 日本のテディベア作家100人　P186, 日本ヴォーグ社, (1997年7月1日), ISBN 4-529-02915-8
- 2007年2月テディベアマガジン「Japan TeddyBear」表紙に作品掲載
- 2007年3月 「瞳」（マリア書房）作品掲載
- 雑誌「Pen　2017年7/1号 No.451, CCCメディアハウス, (2017年6月15日)
- 雑誌「anan」2018/02/07号, マガジンハウス, (2018年1月31日), ASIN B0794MC5HD
- 雑誌「モノマガジン」NO.801 2018年4/2号 P7「編集部のモノ差し」, ワールドフォトプレス, (2018年3月16日), ASIN B07B64T2T3

### 新聞
- 上越妙高タウン情報　2024年06月08日「テディベア作家の吉川照美さん セレクト雑貨店「RB」パティオにオープン」
- 上越タイムス　2019年10月22日「とことこお店めぐり」
- 新潟全域版komachi 2019年12月号
- Joetsu assh 2019年10月24日vol.353
- 上越365 2019年12月12日 1月号 No.19「上越の気になる人」
- 上越タイムス 2022年2022年3月15日「テディベアと切手コラボ」

### webメディア
- livedoor ニュース【あの人のおうち訪問】テディベア作家・吉川照美さんの500体の「テディベア」と暮らす家
- MUUSEO SQUARE【テディベア作家であり、大の愛好家。吉川照美さんが語る、「テディベアは私の人生そのもの」。 】
- MUUSEO SQUARE【【対談】北原照久、吉川照美の二人が語る、テディベアの魅力とは？ 】
- Come home! 【ROSEBEAR®さんから素敵なプレゼントをいただきました！】